# Joint Light Tactical Vehicle
O Joint Light Tactical Vehicle (JLTV; em português: "Veículo Tático Leve") foi um programa encomendado pela USSOCOM (comando de operações especiais) para desenvolver um novo veículo utilitário para as forças armadas dos Estados Unidos (particularmente para o exército e o Corpo de Fuzileiros navais). Foi desenvolvido para substituir o blindado HMMWV como o veículo utilitário principal dos militares americanos. Seu período de desenvolvimento foi de 2005 a 2015.
Em agosto de 2015, o exército dos Estados Unidos confirmou um pedido a empresa Oshkosh, de Wisconsin, para entregar 17 000 unidades (de diferentes variantes) do JLTV para serviço. O valor total da aquisição girou em torno de US$ 6,7 bilhões de dólares. O modelo escolhido foi o L-ATV e os primeiros veículos deste tipo entraram em operação em 2019.